# 요한 미엘뷔
칼 요한 시바르드 미엘뷔(스웨덴어: Karl Johan Siward Mjällby, 1971년 2월 9일 ~ )는 스웨덴의 전직 축구 선수 및 축구 감독이다. 선수 시절 포지션은 수비수였으며, 현재 FC 스톡홀름의 감독으로 일하고 있다.

## 클럽 경력
어린 시절에는 축구와 테니스를 즐겼지만 나중에 축구 선수가 되기로 결심한다. 1984년에는 AIK 유소년 팀에 입단했고 1989년에는 AIK 성인 팀으로 승격되었다. 1992년에는 AIK의 알스벤스칸 시즌 우승에 기여했지만 자신의 기여가 충분하지 않다며 금메달 수상을 거절했다.
1998년 11월에 AIK의 알스벤스칸 시즌 우승에 기여한 다음에 스코틀랜드의 축구 클럽인 셀틱과 1,200,000 영국 파운드의 이적료와 함께 이적하게 된다. 셀틱에서는 스코틀랜드 프리미어리그 3회 우승(2000-01 시즌, 2001-02 시즌, 2003-04 시즌), 스코틀랜드 리그컵 2회 우승(1999-2000 시즌, 2000-01 시즌), 스코틀랜드컵 2회 우승(2000-01 시즌, 2003-04 시즌)에 기여했고 2002-03 시즌에서는 UEFA컵(현재의 UEFA 유로파리그) 준우승에 기여했다.
2004년에 스페인의 축구 클럽인 레반테로 이적했지만 출전 기회는 적었다. 2005년에는 친정 팀인 AIK로 복귀했지만 2006년 5월 16일에 부상으로 인해 은퇴하게 된다.

## 국가대표 경력
1997년 3월 12일에 열린 이스라엘과의 친선 경기에 처음 출전하면서 스웨덴 축구 국가대표팀 선수로 데뷔했다. UEFA 유로 2000에서는 벨기에와의 조별 예선 경기에서 1골을 기록했지만 스웨덴은 벨기에에 1-2 패배를 기록했다.
2002년 FIFA 월드컵에서는 부상으로 인해 참가하지 못한 파트리크 안데르손을 대신하여 스웨덴 축구 국가대표팀의 주장을 맡으면서 스웨덴의 16강전 진출에 기여했다. UEFA 유로 2004에 참가한 스웨덴 축구 국가대표팀 명단에 이름을 올렸지만 올로프 멜베리에게 밀려 기용되지 않았다.

## 수상
AIK
- 알스벤스칸 2회 우승 (1992, 1998)
- 스벤스카 쿠펜 2회 우승 (1996, 1997)

셀틱
- 스코틀랜드 프리미어리그 3회 우승 (2000-01, 2001-02, 2003-04)
- 스코틀랜드 리그컵 2회 우승 (1999-2000, 2000-01)
- 스코틀랜드컵 2회 우승 (2000-01, 2003-04)
- 2002-03년 UEFA컵 준우승